# ディジット (企業)
株式会社ディジット（英称：Digit, Inc.）は、かつて存在した日本の出版社・インターネットサービス企業である。

## 概要
1996年の設立当初より印刷媒体と電子媒体隊の双方を対象としたコンテンツ企画立案を掲げており、実態としては出版社でありながらもインターネット・バブル期にはインターネット関連企業として評価されていた。また、雑誌が対象とする業界に精通した企業との協業することで、雑誌の創刊を短い時間で行うことも特徴とした。解散前の2001年の時点で、関連会社を含め、月刊誌4誌に加え、別冊扱いで年間に十種類以上の雑誌を発行していた。

## 沿革
1996年12月に三井物産が91％、大日本印刷が5％、リクルート出身の取締役嬉野勝美が4％を出資して資本金2億円で設立された。翌1997年に創刊したアメリカのパソコン雑誌『HOMEPC』（ホームピーシー）の日本語版と、1999年創刊のアイドルグラビア誌『iCupid』（アイキューピッド）を経営の2本柱として事業を進めていたが、1998年12月期に1億円を超える債務超過となる。債務超過となった理由は、雑誌創刊の初期投資がかさんだためとされている。三井物産のルールでは、債務超過の関連会社には追加投資や人員増は行えなかったため、1999年、嬉野がマネジメント・バイアウト（MBO）を行って三井物産の所有株を買い取り独立、同時に嬉野が社長に就任した。債務超過だったため、買い取り額は2千万円ほどだったという。
2000年9月14日にナスダック・ジャパンに上場。日本の大手企業からMBOで分社したベンチャー企業で初めての株式公開となった。上場時の時価総額は、67億2千万円と、MBO時の2千3百万円から約3百倍にもなり、ディジットはMBOの成功例と言われた。しかし、デジットの株式は業績の拡大期待から買われたが、上場時に黒字の見通しを示していた2000年12月期の連結営業損益は赤字となった。ウィット・キャピタル証券のアナリストは「他社との提携に積極的で企画力はあるが、その後の事業推進能力に欠ける」と指摘している。
2001年8月にソフトバンクグループ傘下の就職情報会社ブレーンドットコムと合併した。ブレーンドットコムが存続会社となり、ディジットは解散したが、嬉野が社長に就任するなど、新会社の経営陣は旧ディジットがメインとなった。ディジット、ブレーンドットコムともに赤字企業であったが、合併後の初年度に黒字化する見通しを示していた。しかし、合併後、ネットと雑誌メディアが融合した情報ビジネスを掲げて、急速な事業拡大を目指したものの、黒字化の目途は立たず、合併から1年後の2002年8月に嬉野を社長から降格、ソフトバンク・インベストメント出身の社長に交代し、ソフトバンクグループの主導で経営再建を進めることとなった。

### 年表
- 1996年（平成8年）12月2日 - 株式会社ディジット設立。
- 1997年（平成9年）6月 - パーソナルコンピュータ情報誌『HOMEPC』日本版創刊。
- 1999年（平成11年）8月6日 - 三井物産やホリプロなどと提携した、CD-ROMつきアイドル雑誌『iCupid』創刊[13]。
- 1999年10月 - MBOで三井物産から独立。
- 2000年（平成12年）9月14日 - ナスダック・ジャパンに上場[14]。
- 2001年（平成13年）4月20日 - 求人情報誌「icareer」創刊。
- 2001年8月1日 - ブレーンドットコム株式会社と合併し解散。ブレーンドットコムは株式会社ディジットブレーンに社名変更。

## 主な発行雑誌
- HOMEPC＋Net（パソコン）
- iCupid（アイドルグラビア）
- icareer（就職情報）
- iWedding（結婚情報、発行元は関連会社の創造生活）

## 関連会社
- アイ・マネー株式会社 - 宝印刷等との共同出資で、同名のマネー情報サイトを運営[15]。
- 創造生活株式会社
- 株式会社ユニークデジタル
- 株式会社アイ・タウン - 東芝との合弁会社。
- 株式会社デジコード[16]

など